# 花坪角蟾
花坪角蟾（学名：Boulenophrys mirabilis），一种于中华人民共和国广西壮族自治区桂林市临桂区花坪自然保护区发现的两栖动物，隶属于角蟾科布角蟾属。

## 形态特征
花坪角蟾体型较大，雄蟾体长55.8～61.4毫米，雌蟾体长68.5～74.8毫米。身体背面呈灰褐色，背的中央有深色“X”形斑，雄蟾略带蓝色，雌蟾头背和身体呈红棕色；腹部为灰白色，雄蟾的喉和胸部的腹面具灰蓝色的斑块和黑色斑点，雌蟾则为橙色斑块和黑色斑点。

## 保护
本种于2023年被收录入《有重要生态、科学、社会价值的陆生野生动物名录》。